# Клаустрофобија
Клаустрофобија је анксиозни поремећај који подразумијева страх од затвореног или уског простора. Клаустрофоби могу да доживе нападе панике приликом уласка у скучене просторе као што су лифтови, возови или авиони.
Клаустрофобија се може лијечити на начин сличне другим анксиозним поремећајима. Постоји спектар метода укључујући когнитивну терапију понашања и употребу антианксиозних медикамената.
Клаустрофобија се сматра супротношћу агорафобије, то јест „страха од отворених простора“. Ово је претерано поједностављивање јер се клаустрофоби такође могу бојати гомиле, тако да на пример прометни градски трг може да узрокује и клаустрофобичне и агорафобичне нападе.

## Фреквенција
Истраживања показују да 5 - 10% људи који су били подвргнути скенирању нуклеарном магнетном резонанцом има клаустрофобију. Штавише, откривено је да је 7% пацијената имало „неидентификовану“ клаустрофобију, због које је скенирање морало да се превремено оконча. 30% је изјавило да је осећало блаже нелагодности услед неопходности да леже у затвореном простору дуже времена.

## Лечење
Постоји неколико психотарапеутских метода за лечење клаустрофобије.
- Преплављивање — Код овог начина лечења излагањем, пацијент се излаже затвореним просторима. Сазнање да се суочио са за њега најстрашнијом ситуацијом, и да му се није догодило ништа лоше, може бити врло моћан начин лечења.
- Контра-условљавање — Ово је метод систематске десензитивизације, где се пацијент учи да користи посебне технике опуштања и визуелизације када искуси анксиозност везану за фобију. Елементи који изазивају фобију се полако уводе, корак по корак, док се особа концентрише на физичко и ментално опуштање. Коначно, особа би требало да може да се суочи са извором свог страха без осјећаја анксиозности.
- Моделовање — Слично, овде се пацијенту показују људи који пролазе кроз преплављивање, и пацијент се охрабрује да опонаша њихову сигурност.
- Когнитивна терапија понашања — Особа се охрабрује да се суочи са страхом, и измени специфичне мисли и ставове који воде осјећају страха.
- Медикаменти — Лекови као што су анксиолитици и антидепресиви. Лекови познати као бета блокатори се могу користити за лечење физичких симптома анксиозности, као што је лупање срца.